# Quand j’étais mort
Quand j'étais mort (Als ich tot war ou Wo Ist Mein Schatz ?) est un moyen-métrage allemand réalisé par Ernst Lubitsch sorti en 1916.
Il s'agit du plus ancien film du cinéaste allemand retrouvé à ce jour. 

## Synopsis
Etouffé par sa femme et son odieuse belle-mère, toutes les deux castratrices, un homme leur fait croire qu'il s'est suicidé afin d'assouvir sa passion du jeu des échecs. Il découvre que sa femme recherche un domestique pour s'occuper de sa demeure. Il revient donc chez lui déguisé en valet de chambre pour espionner ses proches. Mais son piège se referme sur lui-même lorsque sa belle-mère lui fait des avances pressantes...

## Fiche technique
- Titre original : Wo Ist Mein Schatz ?
- Réalisation : Ernst Lubitsch
- Scénario :
- Chef-opérateur :
- Décors :
- Durée :
- type : Noir et blanc

## Distribution
- Ernst Lubitsch :  Le mari
- Louise Schenrich : L'épouse
- Lanchen Voss : La belle-mère